# Новопазарско поље
Новопазарско поље је котлина на југозападу Србије у рашкој области, око града Новога Пазара и развалина старога Раса, у поречју реке Рашке, леве притоке Ибра.

## Географија
Цела котлина Новопазарско поље, са поречјем реке Рашке, обухвата површину од 1.288,20 km². У њеном средишњем делу, у котластом поречју реке Рашке, одваја се право Новопазарско поље као централна котлина, која се од развалина старога Раса, на саставу Рашке и Себечеве, па до Петрове Цркве ниже Новог Пазара, пружа око 8 km. Њено најниже дно, у алувијалној равници Рашке, у апсолутној висини 510—550 m, широко је 700—800 m. Овај централни део целе котлине, чинио је у овоме крају жупу Рас, са истоименим жупским средиштем, чије се име касније проширило на цијелу стару српску државу (Рашку).
Велика котлина Новопазарског поља, или старога Раса, заграђена је на истоку, према Ибру, планинским масивом Рогозне, на југу, према Старом Колашину у Рожајском Ибру, омеђена је Јарутом и огранцима Рогозне, на западу се диже пространа крашка висораван Пештер, у чијем продужењу на северу чини Пометеник прелаз према Сјеничком Пољу, на сјеверу је на старој граници планина Голија, а на североистоку, између ове и Рогозне, долина Рашке притиче Ибру.
Новопазарско поље је изузетно велико и плодно поље у пространом планинском пределу старе Рашке (или Новопазарског Санџака), које је састављено од самих збијених динарских планинских вијенаца и великих висоравни. У том планинском подручју Н. П. има нешто мало оштрију климу, која је на околном земљишту, све до Рогозне, изнад Ибра и Косова Поља, права планинска клима, оштра и дугих и снежних зима. Сакривено и чврсто ограђено са свих страна, а уз то плодно, право Новопазарско поље било је природом одређено да буде привредно и политичко средиште великог планинског и сточарског подручја старе Рашке. Око правог Новопазарског поља звездасто се стичу многобројни притоци ријеке Рашке, и тако омогућују лак прелаз из Новопазарског поља у све суседне крајеве.
Више Новопазарског поља, у изворном крају Рашке налази се, испод палеозојских шкриљеваца Јарута у тријаском вапненцу, краско Коштан-Поље. Ту је изворна челенка Рашке, преображена претварањем у крас вапненачког земљишта, у право крашко поље. Вода Коштан-Поља подземно отиче, а у близини Сопоћана, на граници кречњака и шкриљевца са кварцитом, избија из пећине у облику јаког врела воклијскога типа. То је сликовито врело Рашке, које се водопадом око 8 m висине руши у велики пакленски лонац, и даље отиче долином испод Сопоћана.

## Историја
Кроз Новопазарско поље води стари босански пут, главна комуникација старе Рашке, а у турско је доба била и најважнија веза Босне са Цариградом. Преко Новопазарског поље водио је и стари дубровачки пут, главна веза многих српских крајева са Јадранским Приморјем, који је пролазио испод Старог Раса. Управо на том месту, током 14. века развило се значајно трговачко место - старо Трговиште (данашњи локалитт Пазариште). Средином 15. века, 11 км источно од старог Трговишта развило се ново тржно место - Ново Трговиште које су Турци називали "Јени Базар" (данашњи Нови Пазар, по којем се назива и Новопазарско поље). Трговачки путеви су из овог места једнини краком ишли преко Ибра, Копаоника и Топлице за Ниш, а другим, преко Рогозне, поред Јелеча, Бањске и Звечана за Косово Поље и даље за Ново Брдо.
Близу Ђурђевих Ступова је сумпоровита хипертерма Бања (49 °C), која се још одржала као пратилац некадашње вулканске акције. У близини себечевског раседа, на супротној страни котлине Новопазарског поља, више Себечева је село Глухавица, средњевњковна Глуха Вас, старо средиште великих железних рудника, који су радили све до у турско доба. Рудници су у Глухавици радили и у старије доба под Турцима, који су овдје у тврђави још 1396. поставили свога кадију, а на тргу своју царину, тада још на територију Вука Бранковића. Ту се помињу турски трговци и у 15 веку (1441, 1451, 1458). У 16 веку и све до пред крај 17 вијека глухавички рудници снабдијевали су железом коваче и пушкаре у Новом Пазару, а онда су опустели (1689). И на котлинском ободу Новопазарског поља према Ибру, на планинском масиву Рогозне, има на страни изнад Бањске старих железних рудника који су под Турцима опустели. Великим масивом Рогозне ишла је до 1874. граница босанског вилајета.
У средњем делу велике котлине Новопазарско поље, око 7 km западно од Новог Пазара, а на саставу реке Рашке и Себечеве, у врх правог Новопазарског поља, лежао је, на месту данашњих развалина старог Трговишта, средовековни град Рас, по коме се прва српска држава звала Рашком. За развалине старога града Раса, по коме се подручје Новопазарског поља и сада зове Расом, везане су многобројне народне традиције из доба Немањића, Краљевића Марка и Хреље Крилатице. У Н. П. или старом предјелу Расу налази се и неколико најзнаменитијих и најстаријих српских средњовековних цркви: Петрова црква, око 3 km североисточно од Новог Пазара, на пространој тераси с леве стране ријеке Дежеве Ђурђеви Ступови, око 5 km северозападно изнад Петрове цркве, на старој вулканској главици западно од ријеке Дежеве; Сопоћани, око 17 km западно од Новог Пазара, у близини врела Рашке, а изнад развалина старога Раса. У подручју Новопазарског поља, на ријеци Дежеви, у старој жупи Пнући,. налазили су се немањићки двори Дежева. Поред познатих старих путева у Новопазарском пољу, народ спомиње и Краљев Пут, који је од града Раса водио преко Новог Пазара и према Голији.